# Dianát és nimfáit meglepik a szatírok (Rubens-kép)
A Dianát és nimfáit meglepik a szatírok Peter Paul Rubens festménye, amely a madridi Prado gyűjteményének része.

## Keletkezése
A kép 1639 és 1640 között keletkezett. Az a pillanat látható, amikor a szatírok meglepik és megtámadják a szarvas elejtése után egy erdei tisztáson pihenő Dianát és nimfáit. A kép kompozíciója nagyon dinamikus, ami jól mutatja, hogy milyen jól értett Rubens a mozgás ábrázolásához. A kép horizontális közepén menekülő nimfák és az őket üldöző, megragadó szatírok egy sorban láthatók, mintha egy fríz elemei lennének. A jobb alsó sarokban egy, a szemlélőnek háttal fekvő nimfa látható; ő Rubens életművének egyik legérzékibb meztelen nője. Ez nem véletlen, hiszen a festmény készítésének ideje egybeesik az alkotó leginkább poétikus és érzéki periódusával, amely Rubens utolsó évtizedét jellemezte. A kép elkészítésében más művészek is szerepet vállaltak: Frans Snyders az állatfigurák, Jan Wildens a táj megfestésében nyújtott segítséget. Az alkotás egy 18 darabos sorozat része.